# كرايغ بولوك
كرايغ بولوك (بالإنجليزية: Craig Pollock)‏ هو شخصية أعمال بريطاني، ولد في 20 فبراير 1956 في فلكرك في المملكة المتحدة.